# Мамаев, Николай Матвеевич
Никола́й Матве́евич Мама́ев (5 марта 1924, Уржумский уезд, Вятская губерния — 24 октября 1998, Большой Рой, Кировская область) — младший лейтенант Советской Армии, участник Великой Отечественной войны, Герой Советского Союза (1943).

## Биография
Николай Мамаев родился 5 марта 1924 года в деревне Выселки 2-е. После окончания начальной школы работал в колхозе. В августе 1942 года Мамаев был призван на службу в Рабоче-крестьянскую Красную Армию. С 1943 года — на фронтах Великой Отечественной войны, был стрелком 955-го стрелкового полка 309-й стрелковой дивизии 40-й армии Воронежского фронта. Отличился во время битвы за Днепр.
В ночь с 21 на 22 сентября 1943 года Мамаев в составе разведгруппы переправился через Днепр в районе хутора Монастырёк (ныне — в черте посёлка Ржищев Кагарлыкского района Киевской области Украины) и принял активное участие в боях за захват и удержание плацдарма, уничтожив 1 пулемёт с расчётом и более 20 солдат и офицеров противника.
Указом Президиума Верховного Совета СССР от 23 октября 1943 года за «образцовое выполнение боевых заданий командования на фронте борьбы с немецкими захватчиками и проявленные при этом мужество и героизм» красноармеец Николай Мамаев был удостоен высокого звания Героя Советского Союза с вручением ордена Ленина и медали «Золотая Звезда» за номером 1072.
В 1944 году вступил в ВКП(б). В 1946 году окончил Тамбовское пехотное училище. В 1947 году был уволен в запас в звании младшего лейтенанта.
Вернулся на родину, проживал в деревне Большой Рой Уржумского района, работал столяром в колхозе «Ластинский» Пижанского района. Умер 24 октября 1998 года в деревне Большой Рой Уржумского района Кировской области, где и похоронен.

## Награды
- Герой Советского Союза (орден Ленина и медаль «Золотая Звезда»; 23.10.1943)[10];
- орден Славы 3-й степени (19.8.1944)[6];
- орден Отечественной войны 1-й степени (6.4.1985)[5];
- медали[1].

## Память
На здании Большеройской школы установлена мемориальная доска Н. М. Мамаеву.
Имя Н. М. Мамаева увековечено:
- на мемориальной доске «Кировчане — участники Великой Отечественной войны, Герои Советского Союза» (на территории КОГОБУ ДО «Дворец творчества — Мемориал»),
- на гранитной стеле на Аллее Славы в парке Победы (Киров),
- на мемориальной доске на Аллее Героев Советского Союза (Уржум)[2].

## Комментарии
1. ↑  Деревня Выселки 2-е не сохранилась; нынешней административно-территориальной принадлежностью её указывается Уржумский район Кировской области[1]. В иных источниках местом рождения указывается село Большой Рой[4][5], относившееся в 1924 году к Уржумскому уезду, ныне — также в Уржумском районе Кировской области.
2. ↑  По другим данным — 26 октября[7].